# 말리크 지디
말리크 지디(프랑스어: Malik Zidi, 1975년 2월 14일~)는 프랑스의 배우이다.

## 작품 목록

### 영화
- 투워즈 더 배틀 (2019년)
- 고갱 (2017년)
- 마리 퀴리 - 지식의 용기 (2016년)
- 은판 위의 여인 (2016년)
- 프랑스 대테러 (2015년)
- 마담 마리의 우아한 복수 (2015년)
- 루루 (2013년)
- 차일드 오브 유어스 (2012년)
- 아마로 아모레 (2012년) - 안드레 역
- 마네의 제비꽃 여인: 베르트 모리조 (2012년) - 에두아르 마네 역
- 리벨리온 (2011년) - 장-피에르 역
- 리스본의 미스터리 (2010년)
- 파든 마이 프렌치 (2009년)
- 애프터 러브 (2009년)
- 클라라 (2008년) - 요하네스 역
- 자쿠오 르 크로퀀 (2007년)
- 해로운 우정 (2006년)
- 르 그랑 몬느 (2006년)
- 샤이엔을 찾아서 (2005년)
- 체인징 타임즈 (2004년)
- 워터 드랍스 온 버닝 락 (2000년) - 프란쯔 역
- 방돔 광장 (1998년)